# Корнилий (епископ Юрьевский)
Епископ Корнилий — епископ Русской православной церкви, епископ Юрьевский и Вельядский.

## Биография
Был игуменом Псково-Печерского монастыря.
Царь Иван Грозный, завоёвывая ливонские города, везде приказывал устраивать православные церкви с принтами и употреблял все меры для распространения Православия между коренными жителями страны — эстами и латышами. Чтобы упрочить достигнутые успехи в Ливонии, было решено открыть в Юрьеве Ливонском епископскую кафедру, на которую и был возведён игумен Корнилий.
В октябре 1570 года, вскоре по своём рукоположении, епископ Корнилий из Москвы прибыл в Новгород, может быть, проездом на свою епархию, а через два года снова посетил Новгород, чтобы представиться бывшему там государю, и вслед за ним отправился в Москву.
Неизвестно, сколько лет пребывал на кафедре епископ Корнилий. В 1578 году Юрьевскую кафедру уже занимал другой епископ — Савва, присутствовавший в декабре 1578 года на московском Соборе.
Епископ Корнилий нередко отождествляется с преподобным Корнилием, игуменом Псково-Печерского монастыря, умерщвлённым по повелению Ивана Грозного. Ни Новгородская третья летопись, ни синодик Псково-Печерского монастыря не отождествляли личность Юрьевского епископа с преподобным Корнилием. Преподобный Корнилий был убит в 1570 году, и в печерском синодике день его памяти отнесен к 20 февраля, а день кончины епископа Корнилия к 5 числу того же месяца. Ещё одним подтверждением тому, что епископ Корнилий занимал Юрьевскую кафедру и после смерти прп. Корнилия Псково-Печерского, служит запись 1576 года на рукописной книге Слов Василия Великого из собрания Е. Е. Егорова: «В лето 7084 при священном епископе Корнилье дал сию книгу Великого Василья в церковь боголепного Преображенья, дал Еуфим, ище чернец часовик, в Юрьев Ливонской».